# Station Nus
Station Nus is een spoorwegstation van de spoorlijn Chivasso-Ivrea-Aosta, gelegen in de gemeente Nus (Aostadal-Italië). Het station werd zoals de spoorlijn in 1886 geopend.